# Zofia Wichłacz
Zofia Wichłacz (Warschau, 5 april 1995) is een Poolse actrice.

## Biografie
Wichłacz werd geboren als dochter van een scenografe en cameraman. Tijdens haar middelbareschooltijd maakte de Poolse deel uit van het toneelgezelschap van U Machulskich in Warschau. Ze begon later een opleiding aan de Aleksander-Zelwerowicz-Theaterakademie, waamee ze na een semester weer stopte.
Voor haar rol als ziekenverzorgster Alicja Saska in de film Miasto 44 (Warsaw 44) , een in 2014 verschenen film over de Opstand van Warschau, ontving Wichłacz een Golden Lion in de categorie Beste vrouwelijke hoofdrol op het Gdynia Film Festival van 2014. Eveneens ontving zij een Polish Academy Award in de categorie Ontdekking van het jaar in 2015.
Op het Internationaal filmfestival van Berlijn werd Wichłacz in 2017 onder de noemer Shooting Star uitgeroepen tot aanstormend talent.

## Filmografie (selectie)
| Jaar        | Titel                                                                 | Rol              | Type productie           | Opmerkingen     |
| ----------- | --------------------------------------------------------------------- | ---------------- | ------------------------ | --------------- |
| 2012        | Byl sobie dzieciak                                                    |                  | Film                     |                 |
| 2014        | Miasto 44 (Warsaw 44)                                                 | Alicja Saska     | Film                     |                 |
| 2016        | Powidoki (Afterimage)                                                 | Hania            | Film                     |                 |
| 2017        | Pokot (Spoor)                                                         | Matoga's moeder  | Film                     |                 |
| 2017        | Amok                                                                  | Zofia            | Film                     |                 |
| 2017        | Belfer                                                                | Karolina         | Televisieserie           | 3 afleveringen  |
| 2018        | The Romanoffs                                                         | Nadya            | Televisieserie           | 1 aflevering    |
| 2018        | 1983                                                                  | Karolina Lis     | Televisieserie (Netflix) | 8 afleveringen  |
| 2018 - 2021 | Rojst (The Mire)                                                      | Teresa Zarzycka  | Televisieserie (Netflix) | 12 afleveringen |
| 2019-2023   | DNA (Kidnapping)                                                      | Julita           | Televisieserie           | 14 afleveringen |
| 2019-2023   | World on Fire                                                         | Kasia Tomaszeski | Televisieserie           | 13 afleveringen |
| 2021        | Receptura                                                             | Zosia Zakowska   | Televisieserie           | 6 afleveringen  |
| 2021        | W lesie dziś nie zaśnie nikt 2 (Nobody Sleeps in the Woods Tonight 2) | Wanessa          | Film (Netflix)           |                 |
| 2022        | Wotum nieufnosci                                                      | Milena Hauer     | Televisieserie           | 6 afleveringen  |

- Biblioteca Nacional de España: XX5704199
- Bibliothèque nationale de France: cb17090750g (data)
- Gemeinsame Normdatei: 1242955453
- International Standard Name Identifier: 0000 0004 4639 7920
- Library of Congress Control Number: no2017134504
- Nationale Bibliotheek van Israël: 987007933249905171
- Système universitaire de documentation: 204737176
- Virtual International Authority File: 314920113
- WorldCat: E39PBJyX3cPwHX3C9TkFWXRFrq